# Rick Nolan

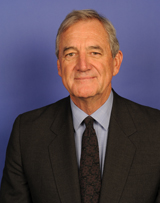
Rick Nolan, 2012

Richard „Rick“ Michael Nolan (* 17. Dezember 1943 in Brainerd, Minnesota; † 17. Oktober 2024 in Nisswa, Minnesota) war ein amerikanischer Politiker der Demokratischen Partei. Von 1975 bis 1981 vertrat er den sechsten, von 2013 bis 2019 den achten Kongresswahlbezirk Minnesotas im Repräsentantenhaus der Vereinigten Staaten.

## Familie, Ausbildung und Beruf
Rick Nolan ist der Sohn von Mary und Hank Nolan, der Postangestellter war. Er besuchte bis 1962 die Brainerd High School und studierte an der Saint John’s University in Collegeville und an der University of Minnesota, die er 1966 mit einem Bachelor of Arts in High School Social Studies (in Deutschland etwa vergleichbar: Sozialkunde für Gymnasien) verließ. Später studierte er öffentliche Verwaltung an der University of Maryland und Pädagogik am St. Cloud State College. Nach seiner Studienzeit arbeitete Nolan sowohl als Geschäftsmann als auch im Schuldienst. Die Familie betreibt ein Sägewerk bei Crosby. Zwischen 1968 und 1972 lehrte er das Fach Sozialkunde in Royalton.
Nolan lebte zuletzt in Crosby. Mit seiner Frau Mary hat er vier Kinder. Sie pflanzten gemeinsam über 100.000 Bäume.

## Politische Laufbahn
Nolan schloss sich der Demokratischen Partei an, die in Minnesota seit einer Fusion im Jahr 1944 Democratic-Farmer-Labor Party heißt. Von 1966 bis 1969 war er Mitarbeiter im politischen Stab des Demokraten Walter F. Mondale. Von 1969 bis 1973 war er Abgeordneter im Repräsentantenhaus von Minnesota. Bei der Wahl 1974 wurde er im sechsten Kongresswahlbezirk Minnesotas in das US-Repräsentantenhaus in Washington, D.C. gewählt, wo er am 3. Januar 1975 die Nachfolge von John M. Zwach antrat. Bei der Wahl 1972 war Nolan schon einmal gegen Zwach angetreten, aber noch mit 49 zu 51 Prozent unterlegen. Bei der Wahl 1974 profitierte Nolan auch von den Auswirkungen der Watergate-Affäre, die der Republikanischen Partei schwer schadete. Zweimal wiedergewählt, gehörte Nolan drei Kongressen bis zum 3. Januar 1981 an. Dort vertrat er die westlichen und nördlichen Vorstädte von Minneapolis und große Teile des ländlichen Zentrums und Südwestens des Bundesstaates. Bei der Wahl 1980 hatte Nolan auf eine erneute Kandidatur verzichtet.
Von 1981 bis 1986 war er Präsident der U.S. Export Corporation; von 1987 bis 1994 fungierte er als Präsident des Minnesota World Trade Center in Saint Paul. Fortan war er privater Geschäftsmann, bis er 2011 in die Politik zurückkehrte und bei der Wahl 2012 im achten Kongresswahlbezirk seines Staates gegen den republikanischen Mandatsinhaber Chip Cravaack antrat. Nolan setzte sich mit etwa 55 zu 45 Prozent der Stimmen durch und trat am 3. Januar 2013 sein Mandat an. Er wurde bei den Wahlen 2014 und 2016 bestätigt.
Nolan gab im Februar 2018 bekannt, sich bei der Wahl 2018 nicht wieder für sein Mandat zu bewerben, sondern sich aus der Politik zurückzuziehen, um mehr Zeit mit der Familie zu verbringen. Sein Kongresswahlbezirk war schon jahrelang im Fokus beider Parteien und wurde durch Nolans Ankündigung zu einer der wenigen Möglichkeiten der Republikaner, bei der für sie als schwierig geltenden Halbzeitwahl in Donald Trumps Präsidentschaft ein Kongressmandat von den Demokraten zu erobern. Der im Nordosten des Bundesstaats gelegene Bezirk galt lange als Hochburg der Demokraten, wurde aber durch den Zuzug republikanisch geneigter Wähler in die am Südrand des Bezirks gelegenen nördlichen Vorstädte der Twin Cities kompetitiv. Bei der Präsidentschaftswahl 2016 gewann der Republikaner Donald Trump diesen Bezirk mit 15 Prozent Vorsprung und eroberte für seine Partei erstmals seit der Great Depression einige traditionelle Hochburgen der Demokraten in der von Bergbau, Industrie und Gewerkschaften geprägten Iron Range. Die Nachfolge Nolans galt daher als völlig offen.
Stattdessen erklärte Nolan einen Tag vor Ende der Einreichungsfrist im Juni 2018, sich als Vizegouverneurskandidat an der Seite der bisherigen Attorney General Minnesotas Lori Swanson zu bewerben, die in der Vorwahl der Demokraten als Gouverneurin Minnesotas antrat. Beide unterlagen dem bisherigen Kongressabgeordneten Tim Walz und seiner Vizegouverneurskandidatin Peggy Flanagan in der Vorwahl am 21. August 2018.
Nolans Mandat gewann der Republikaner Pete Stauber, der ihn am 3. Januar 2019 ablöste.

## Positionen
Nolan stand in der Tradition des Progressivismus und gehörte dem Congressional Progressive Caucus an. In den siebziger Jahren setzte er sich für eine allgemeine, verpflichtende Krankenversicherung ein. Anders als viele seiner Parteifreunde setzte er sich stark für die Bergbauindustrie als wichtigen Wirtschaftsfaktor seines Wahlkreises ein. Er kritisiert die Citizens-United-Entscheidung des Supreme Court und forderte eine Begrenzung und Offenlegung von Wahlkampfspenden.